# Hannes Holm
Hannes Holm (Lidingö, 26 de novembro de 1962) é um cineasta sueco. Foi indicado ao Oscar de melhor filme estrangeiro na edição de 2017 pela realização da obra En man som heter Ove.

## Filmografia
- En på miljonen (1995)
- Adam & Eva (1997)
- Det blir aldrig som man tänkt sig (2000)
- Klassfesten (2002)
- Himlen är oskyldigt blå (2010)
- Sune i Grekland - All Inclusive (2012)
- Sune på bilsemester (2013)
- En man som heter Ove (2015)